# Urbanització Mas Llunès
Urbanització Mas Llunès és una urbanització que pertany al nucli de població de Vilanna del municipi de Bescanó. La vegetació autòctona és a base de pins, alzines i roures. Comunica per carretera amb Bescanó, Anglès, Bonmatí, Vilanna i Estanyol.

## Llocs d'interès
- Restaurant la Masia
- Local social

## Galeria d'imatges

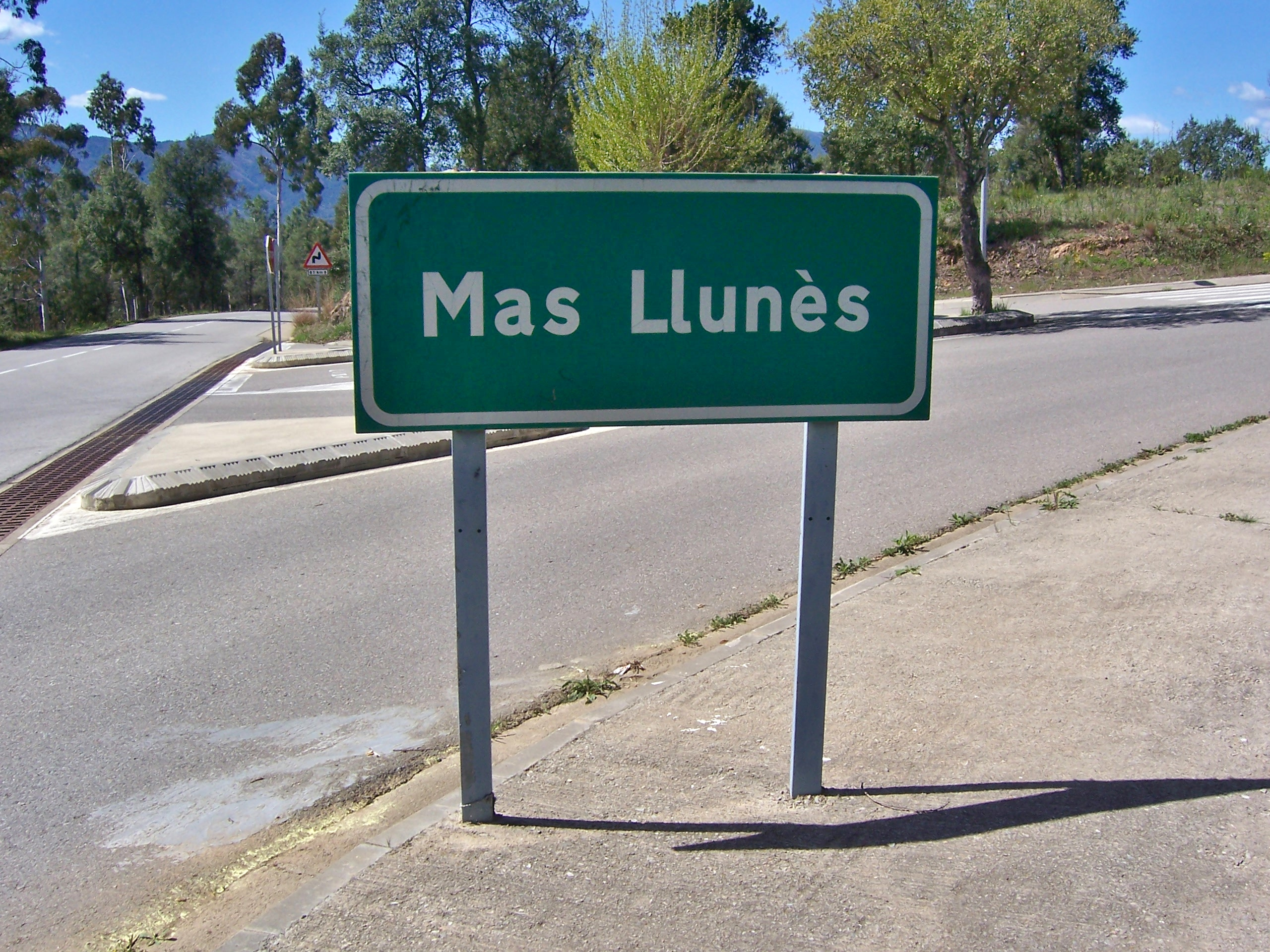
Rètol
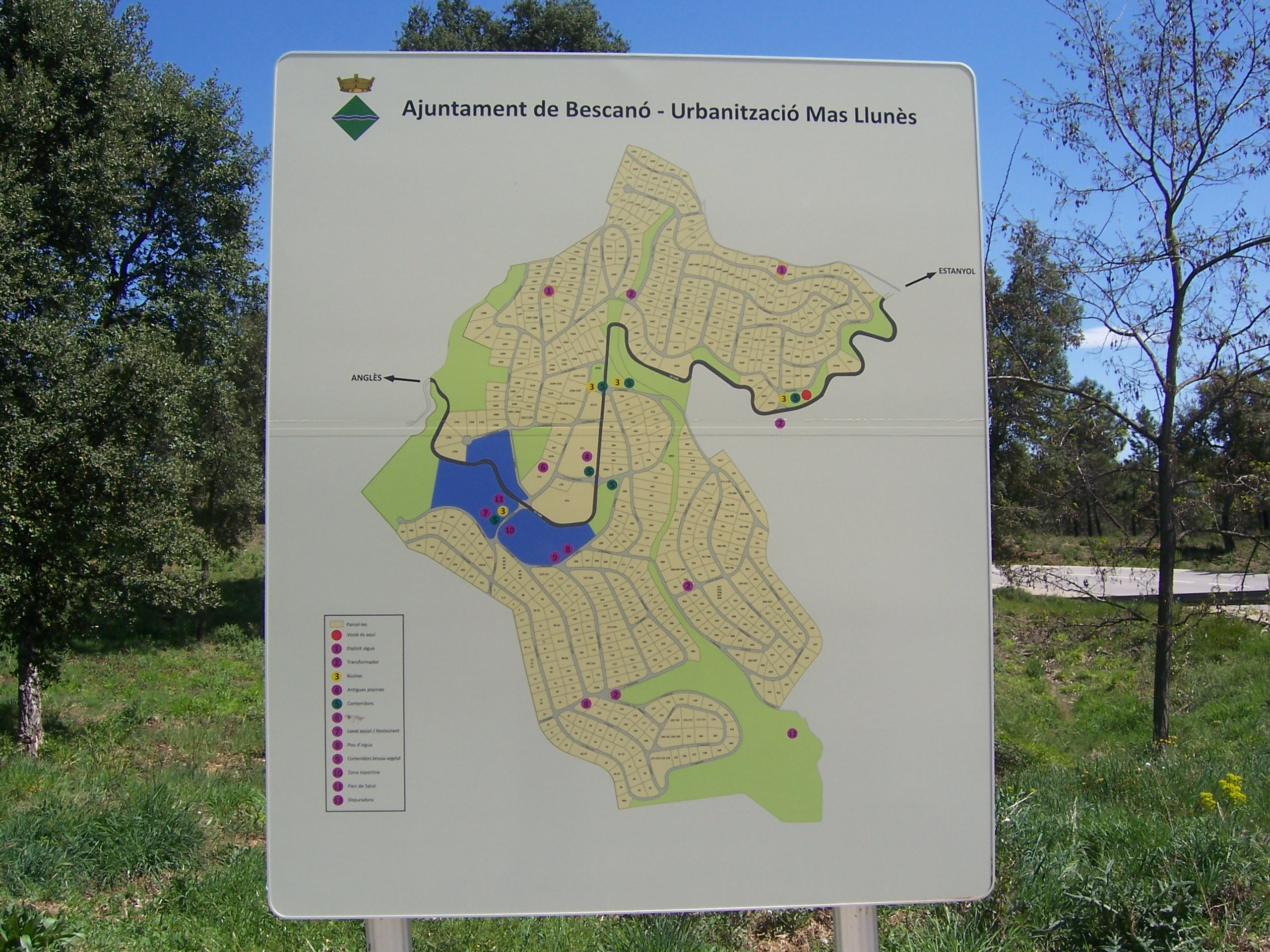
Plànol
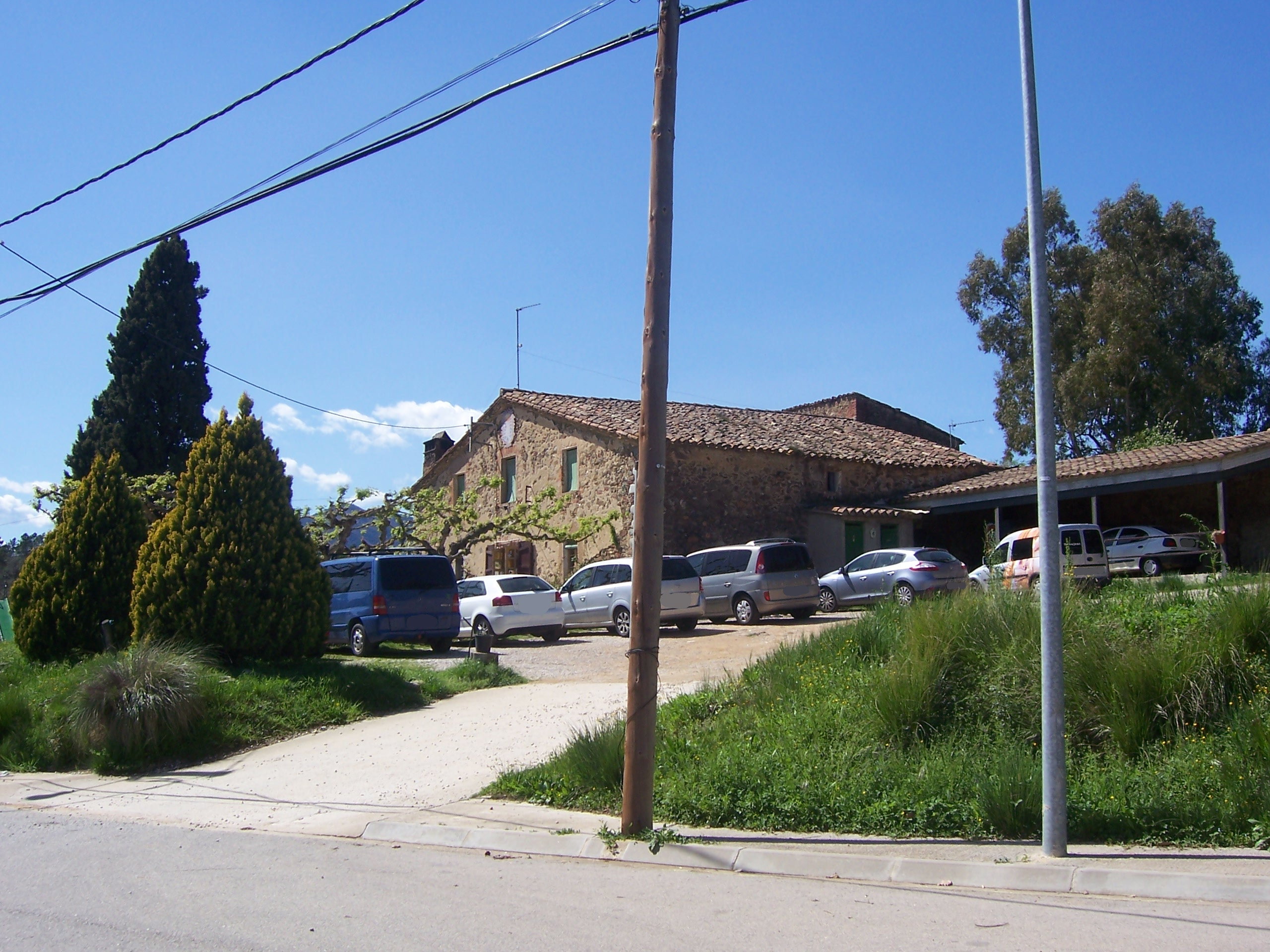
Restaurant la Masia
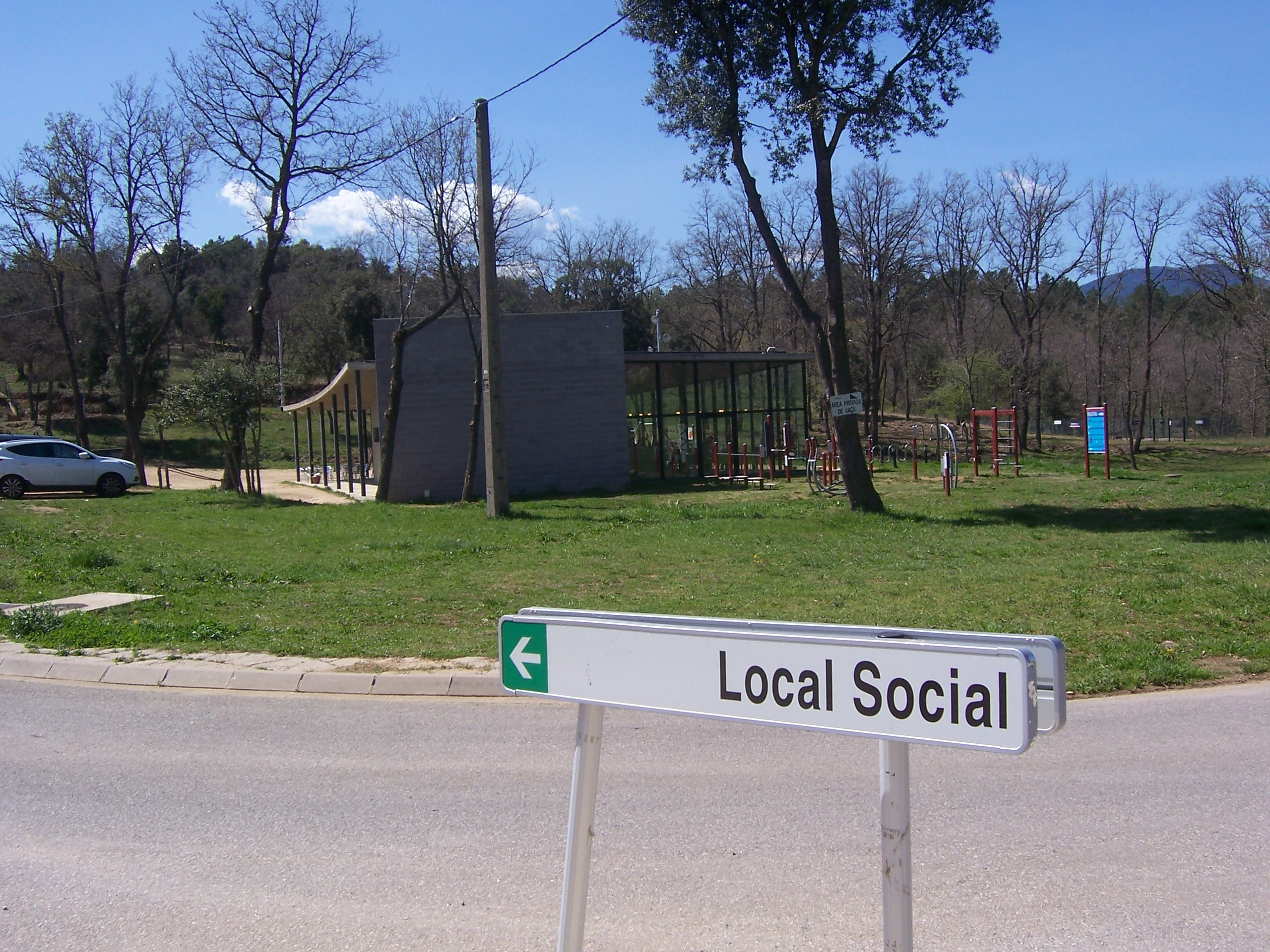
Local social
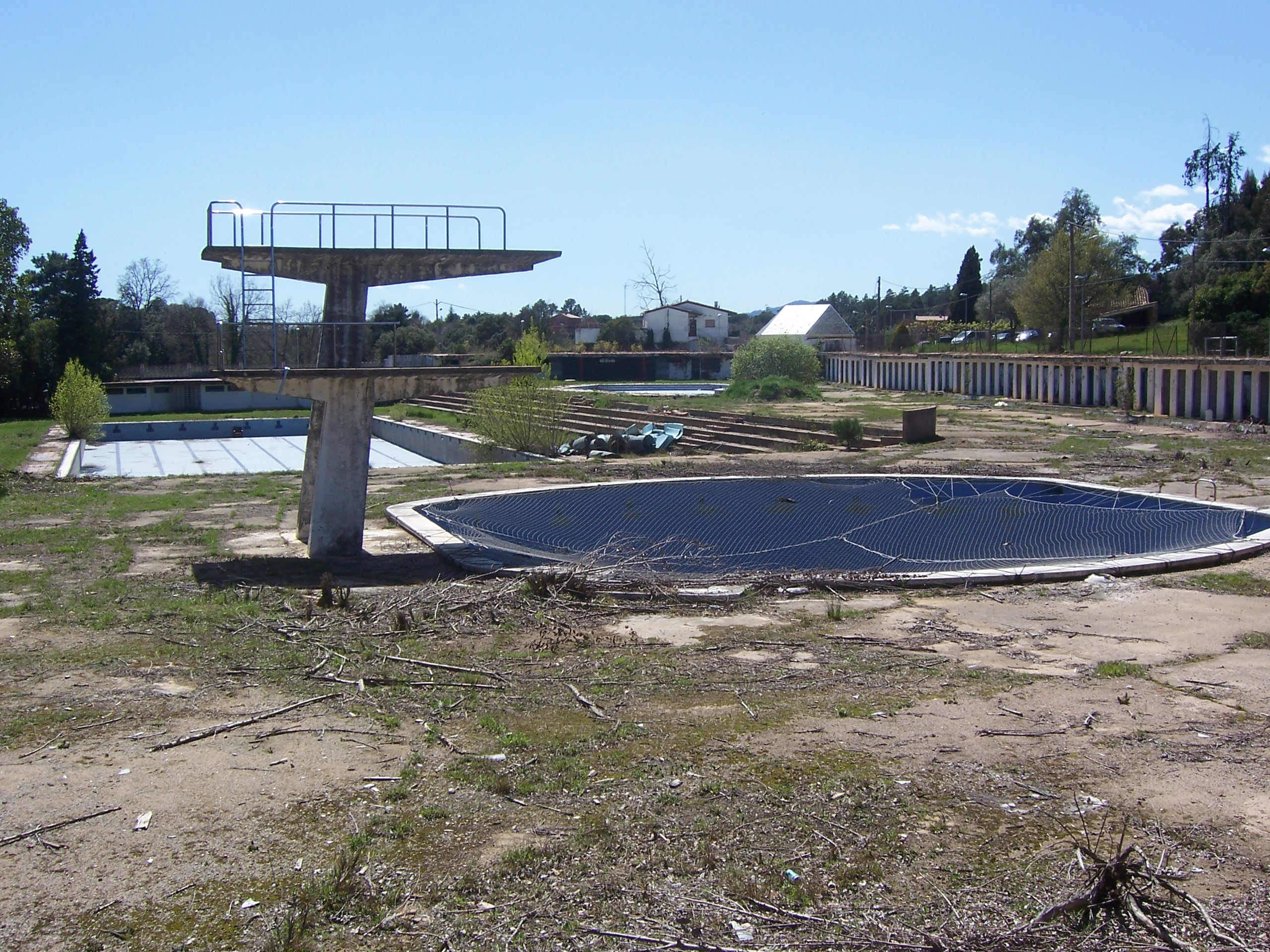
Piscines